# Yevgeny Khaldei
Yevgeny Khaldei Anan'evich (Donetsk, 23 de março de 1917 - Moscou, 6 de outubro de 1997) foi um fotógrafo do Exército Vermelho, mais conhecido por sua fotografia de um soldado soviético levantando uma bandeira da União Soviética sobre o Palácio do Reichstag, em Berlim, no Dia da Vitória na Europa, sobre a Alemanha Nazi, durante a Segunda Guerra Mundial.

## Biografia
Khaldei nasceu em uma família judia na cidade de Yuzovka (atualmente Donetsk, na Ucrânia) e desde a infância era fascinado por fotografia. Chegou a construir sua primeira câmera usando os óculos da avó. Em março de 1918, quando tinha apenas um ano, sua mãe foi morta durante um dos pogroms ocorridos na Guerra Civil Russa, por seguidores do movimento Branco. A bala atravessou o corpo dela e feriu gravemente Yevgeny, que sobreviveu aos ferimentos. Khaldei começou a trabalhar como fotógrafo na agência de notícias soviética TASS em 25 de outubro de 1936, com apenas 19 anos. Durante a Segunda Guerra Mundial, o pai e três de suas quatro irmãs foram assassinados pelos nazistas. Em 1942, ele testemunhou as consequências do massacre de 7 mil civis na cidade de Kerch. Acompanhando o avanço do Exército Vermelho rumo a Berlim, Khaldei viveu de perto a libertação da Romênia, Bulgária e Hungria, além da tomada de Viena.
Em 1945, inspirado pela famosa foto de Joe Rosenthal sobre o hasteamento da bandeira americana em Iwo Jima, Khaldei convenceu seu tio a confeccionar uma grande bandeira soviética. Ele levou essa bandeira a Berlim para registrar a icônica imagem no alto do Reichstag. Mais tarde, também fotografou os nazistas durante os julgamentos de Nuremberg e registrou a ofensiva do Exército Vermelho na Manchúria japonesa. Após a guerra, Khaldei continuou na TASS como fotojornalista, mas recebeu uma avaliação negativa em 1947: 
| “ | Com o fim do período de guerra, ele não demonstrou nenhum desenvolvimento pessoal, sendo atualmente considerado um fotojornalista apenas mediano... As razões são várias. Primeiro, todos os elogios que recebeu como fotógrafo militar subiram à sua cabeça, e ele passou a se acomodar. Seu crescimento como profissional estagnou. Outro motivo é seu nível cultural, que é extremamente baixo. | ” |

Em outubro de 1948, foi informado de que seria demitido devido à “redução de pessoal” na agência.
Mesmo assim, Khaldei seguiu fotografando como freelancer para jornais soviéticos, concentrando-se em cenas da vida cotidiana. Em 1959, voltou ao mercado formal de trabalho, sendo contratado pelo jornal Pravda, onde ficou até ser forçado a se aposentar, em 1970. Em 1984, suas fotos de guerra foram reunidas no livro de 93 páginas Ot Murmanska do Berlina (De Murmansk a Berlim). Seu trabalho continua sendo distribuído pela agência Sovfoto, que atua no Ocidente desde 1932. A fama internacional de Khaldei ganhou força nos anos 1990, quando suas fotografias começaram a ser exibidas em exposições fora da antiga União Soviética.

## A foto sobre o Reichstag

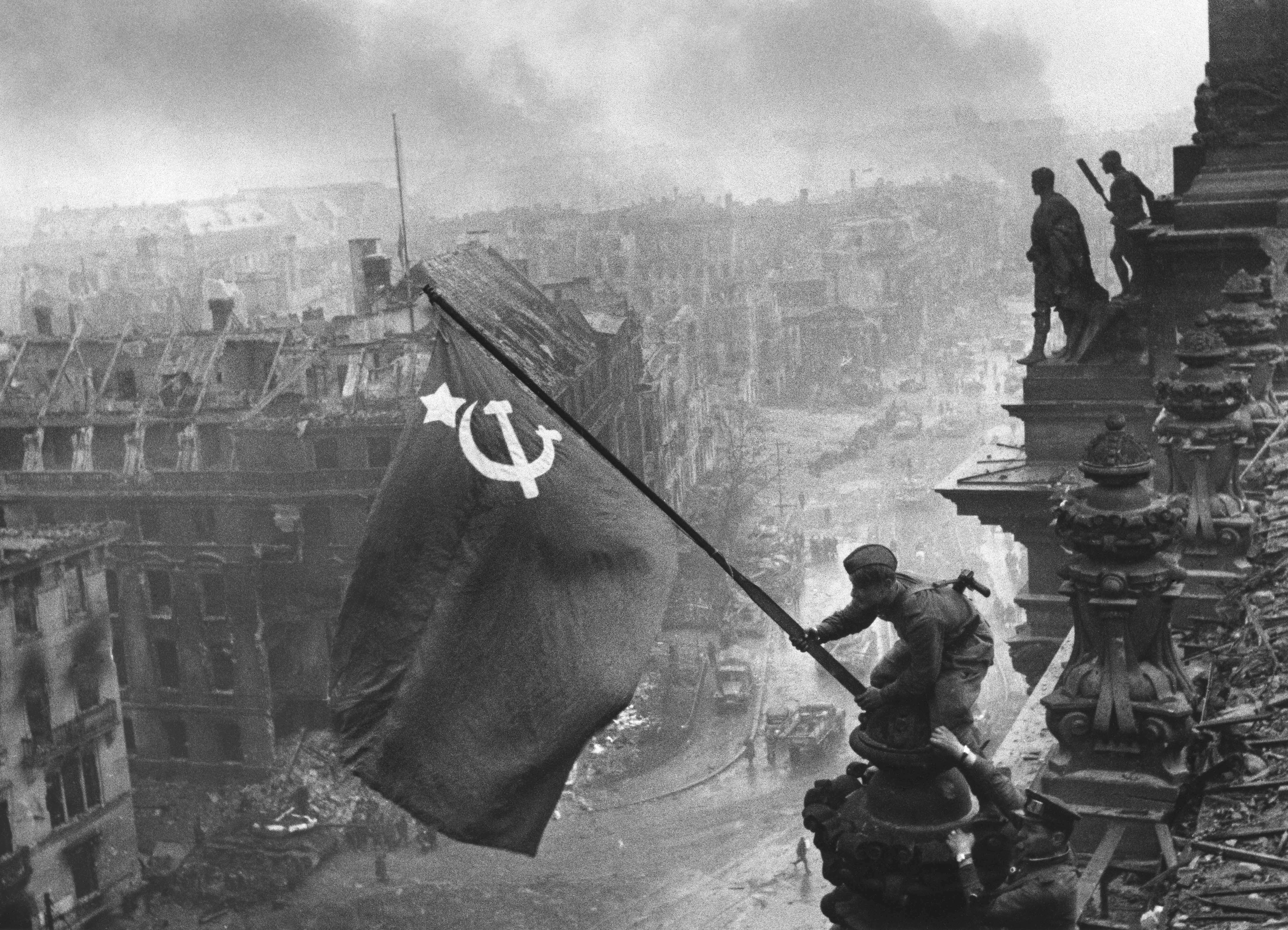
A bandeira soviética sobre o Reichstag

A foto mais famosa de Khaldei mostra um soldado do Exército Vermelho hasteando a bandeira soviética sobre o prédio do Reichstag, em Berlim, marcando o fim da Segunda Guerra Mundial e a histórica derrota da Alemanha nazista, um conflito que custou cerca de vinte milhões de vidas apenas à União Soviética. A imagem foi publicada pela revista Ogoniok em 13 de maio de 1945.
Khaldei havia registrado um rolo inteiro de filme, com 36 fotos. Uma dessas imagens, junto com versões muito semelhantes, se tornou o símbolo mais icônico daquele momento (o jornal The Times chegou a identificar uma dessas versões). Ao chegar ao Reichstag, Khaldei simplesmente pediu a alguns soldados que passavam por ali que ajudassem a encenar a cena. O jovem que aparece fixando a bandeira era o soldado Aleksei Kovalev, de 18 anos, vindo de Kiev. Os outros dois eram Abdulkhakim Ismailov, do Daguestão, e Leonid Gorychev (também citado como Aleksei Goryachev), de Minsk. A fotografia foi feita com uma câmera Leica III equipada com uma lente 35mm f/3.5.
Essa imagem consagrada, na verdade, reencena um hasteamento anterior da bandeira, que não pôde ser fotografado. Esse episódio ocorreu às 22h40 do dia 30 de abril de 1945, quando o prédio ainda estava parcialmente sob controle de tropas alemãs. Um grupo de quatro soldados soviéticos lutou até o telhado, e o soldado Mikhail Minin, de 23 anos, subiu em uma estátua equestre que representava a Alemanha para amarrar a bandeira em um mastro improvisado. Como a ação aconteceu à noite e sob fogo inimigo, não houve chance de registrar o momento. No dia seguinte, atiradores alemães derrubaram a bandeira. A rendição definitiva do Reichstag só veio em 2 de maio de 1945. Foi apenas depois disso que Khaldei subiu ao prédio, acompanhado dos três soldados que havia encontrado pelo caminho. Ele levava consigo uma grande bandeira feita especialmente para a ocasião por um amigo judeu em Moscou, costurada a partir de uma toalha de mesa vermelha — as emendas, inclusive, são visíveis na própria fotografia.

## Morte
Yevgeny Khaldei faleceu em 6 de outubro de 1997, em Moscou, aos 80 anos de idade. A causa específica de sua morte não foi divulgada publicamente. Segundo o jornal The Washington Post, o diário russo Kommersant noticiou o falecimento, mas não especificou a causa da morte.